# یینارس دل بایس
یینارس دل بایس (به اسپانیایی: Llinars del Vallès) یک شهرستان در اسپانیا است که در کاتالونیا واقع شده‌است.

## خصوصیات
یینارس دل بایس ۲۷٫۶ کیلومترمربع مساحت و ۹٬۵۵۴ نفر جمعیت دارد و ۱۹۸ متر بالاتر از سطح دریا واقع شده‌است.